# Jerry Reed
Jerry Reed Hubbard (n. 20 martie 1937, Atlanta, Georgia, SUA – d. 1 septembrie 2008, Tennessee, SUA), cunoscut pe plan profesional drept Jerry Reed, a fost un cântăreț de muzică country, chitarist, compozitor și actor cu roluri în numeroase filme. Cele mai cunoscute melodii ale sale includ „Guitar Man”, „U.S. Male”, „A Thing Called Love”, „Alabama Wild Man”, „Amos Moses”, „When You're Hot, You're Hot” (melodie care a obținut un premiu Grammy pentru Best Male Country Vocal Performance), „Ko-Ko Joe”, „Lord, Mr. Ford”, „East Bound and Down” (coloana sonoră a blockbuster-ului Smokey and the Bandit), „The Bird” și „She Got the Goldmine (I Got the Shaft)”.
Reed a fost introdus în Country Music Hall of Fame pe data de 5 aprilie 2017.

## Viața
Reed s-a născut în Atlanta, Georgia, cel de-al doilea copil al lui Robert și Cynthia Hubbard. Străbunicii lui Reed locuiau în Rockmart unde acesta venea uneori în vizită. Cei care îl cunoșteau încă din copilărie au declarat că în timp ce zdruncina chitara, Reed spunea „Voi fi un star. Voi merge la Nashville și voi fi star”. Părinții lui Reed au divorțat la patru luni după nașterea sa, iar el și sora acestuia au petrecut șapte ani în case adoptive și case de copii. Reed a revenit în custodia mamei sale și a tatălui vitreg în 1944.
Reed compunea și cânta încă de la începutul liceului fiind obișnuit cu chitara încă de când era copil. La vârsta de 18 ani, a semnat un contract cu editorul și producătorul Bill Lowery sub egida căruia își va înregistra prima melodie intitulată „If The Good Lord's Willing and the Creek Don't Rise”. În cadrul  casei de discuri Capitol Records va înregistra atât melodii country, cât și melodii rockabilly, însă va ieși în evidență doar odată cu cover-ul realizat de Gene Vincent după melodia „Crazy Legs” în 1958. Lowery va încheia un contract cu Reed sub egida National Recording Corporation unde acesta va lucra pentru NRC atât ca artist, cât și ca membru al personalului care includea artiști precum Joe South și Ray Stevens.
Reed s-a căsătorit cu Priscilla „Prissy” Mitchell în 1959. Aceștia au avut împreună două fiice, Charlotte Elaine „Lottie”” Hubbardd Zavala și Seidina Ann Hubbard, născute pe 2 aprilie 1960. Priscilla Mitchell era membră a grupului folk Appalachians și a interpretat alături de Roy Drusky hitul country „Yes Mr. Peters”.

## Cariera
În 1959, Reed a ajuns în topul „Bubbling Under the Top 100” - cunoscut și sub denumirea de Road și Cashbox Country - cu melodia „Soldier's Joy”. După ce a realizat serviciul militar timp de doi ani în armata Statelor Unite, Reed s-a mutat în Nashviile în 1961 cu scopul de a-și continua cariera de compozitor. Melodiile acestuia au devenit cunoscute cât timp a fost încadrat datorită cântăreței Brenda Lee care a realizat un cover după „That's All You Got to Do” în 1960. Reed a devenit cunoscut și pentru prezența sa în calitate de chitarist în turnee și sesiuni de înregistrări. În 1962 a lansat două melodii de succes, „Goodnight Irene și „Hully Gully Guitar”, ambele fiind remarcate de Chef Atkins din cadrul casei de discuri RCA Victor, cel care a produs melodia lui Reed „If I Don't Live Up to It” în 1965.

### „Guitar Man”
În iulie 1967, prezența lui Reed pe topurile de country era evidențiată de melodia „Guitar Man” după care Elvis Presley avea să realizeze mai târziuun cover. Următorul cântec înregistrat de acesta a fost „Tupelo Mississippi Flash”, un tribut comic adus lui Presley. Înregistrat pe 1 septembrie, melodia a devenit primul său hit în Top 20 ocupând locul 15. Uimitor, Elvis a venit în Hashviile pentru înregistrări nouă zile mai târziu pe 10 septembrie 1967, iar una din melodiile pe care voia cu nerăbdare să le interpreteze era „Guitar Man”.
Reed își reamintea cum a fost căutat să cânte în cadrul sesiunii de înregistrări alături de Elvis: „Eram la pescuit pe râul Cumberland și am fost sunat de Felton Jarvis - la momentul respectiv producâtorul lui Presley la RCA. A spus 'Elvis e aici. Am încercat interpretăm „Guitar Man” toată ziua. Își dorește să sune exact cum suna pe albumul tău.' I-am spus într-un final 'Pai, dacă vrei să sune astfel, va trebui să mă aduci acolo să cânt la chitară deoarece băieții ăștia [pe care îi folosești în studio] sunt straight pickers. Eu cânt fingerstyle și acordez chitara aia în toate felurile posibile.'” 
Jarvis l-a adus pe Reed să interpreteze la chitară în sesiunea respectivă. „Am cântat intro-ul, fața lui Elvis s-a luminat și am început treaba. După ce am încheiat-o, am cântat și „U.S. Male” în aceeași sesiune. Eram pe spte, fiule”. Reed a interpretat și pe melodia lui Elvis, „Big Boss Man”, înregistrată în aceeași sesiune.
Pe 15 și 16 ianuarie 1968, Reed a lucrat în a doua sesiune de înregistrări a lui Presley, timp în care a interpretat la chitară un cover după melodia lui Chuck Berry, „Too Much Monkey Business”, „Stay Away” și „Goin' Home”, precum și altă compoziție din repertoriul lui Reed, „U.S. Male”.
De asemenea, Elvis a mai înregistrat și alte compoziții realizate de Red: „A Thing Called Love” în mai 1971 pentru albumul He Touched Me și „Talk About The Good Times” în decembrie 1973, patru melodii în total.
Johnny Cash va lansa un cover după „A Thing Called Love” în 1971 obținând locul 2 în topul Billboard Country Singles pe America de Nord. Melodia a avut succes inclusiv în Europa. Cash va lansa în următorul an un album de studio sub aceeași denumire.

### Anii '70
După lansarea melodiei crossover „Amos Moses”, o combinație de rock, country, funk și cajun care va ajunge pe locul 8 în topurile pop din Statele Unite, Reed va lansa alături de Atinks un LP intitulat Me & Jerry.  În anii 1970, acesta va fi oaspete regular al emisiunii televizate The Glen Campbell Goodtime Hour urmând ca în 1971 să lanseze cel mai mare hit al său, „When You're Hot, You're Hot” , în care majoritatea versurilor sunt rostite mai degrabă decât cântate. Melodia are ca temă succesul nematerializat al cântărețului în jocurile de zaruri, o razie a poliției și un judecător despre care se presupune că este prieten al interpretului, deși acesta îl condamnă pentru jocurile de noroc.
„When You're Hot, You're Hot” a fost melodia de pe primul album solo al lui Reed, ajungând pe locul 9 în topurile pop, respectiv locul 6 în Billboard's Easy Listening. Melodiile de pe album, „Amos Moses” și „When You're Hot, You're Hot” au vândut peste un milion de copii și au fost premiate cu discuri de aur de către Recording Industry Association of America. Albumul mai conține și versiunea lui Reed a melodiei „Ruby, Don't Take Your Love to Town” și un cover după „Big Daddy (Alabami Bound)” de John D. Loudermilk.
A doua colaborare cu Atkins, Me & Chet, a urmat în 1972, precum și o serie de melodii în Top 40 care alternau între melodii frenetice, stil country și melodii influențate de muzica pop. Un an mai târziu, a lansat cel de-al doilea cântec care va ajunge pe primul loc în topuri, și anume „Lord, Mr. Ford” - scris de Dick Feller.
Atinkins, producătorul materialelor lui Reed, a remarcat că trebuia să-l încurajeze pe Reed să pună numere instrumentale pe album deoarece Reed s-a considerat întotdeauna mai degrabă compozitor decât cântăreț. Totuși, Atkins credea că Reed era un chitarist mai bun decât el; acesta, conform lui Atkins, l-a ajutat în formarea tehnicii fingerpicking de pe unul dintre cele mai mari hituri ale sale, „Yakety Axe”. Chet Atkins a fost cel care i-a înmânat titlul „Certified Guitar Player” - un premiu remis doar celor care stăpânesc chitara - lui Jerry Reed. Doar șase cântăreți au ajuns să dețină acest certificat.
Reed a apărut în formă animată pe 9 decembrie 1972, în cadrul episodului din animația celor de la Hanna-Barbera, The New Scooby-Doo Movies, „The Phantom of the Country Music Hall” (prod. nr. 61-10). A interpretat melodia „Pretty Mary Sunlight” pe parcursul episodului în care Scooby și gașca încearcă să recupereze chitara pierdută a lui Reed.
La mijlocul anilor 1970, cariera lui Reed a luat o pauză lăsând aspirațiile actoricești să prindă formă. În 1974, a interpretat alături de prietenul său Burt Reynolds în filmul W.W. and the Dixie Dancekings. Cu toate că a continuat să înregistreze melodii pe parcursul decadei, a ieșit în evidență în operele cinematografice în care apărea mereu alături de Reynolds; după Gator în 1976, Reed a interpretat roluri în High-Ballin' și Hot Stuff (1979). De asemenea, a făcut parte din distribuția seriei Smokey and the Bandit; primul film - care a avut premiera în 1977 - l-a adus lui Reed locul 2 în topuri datorită coloanei sonore „East Bound and Down”.
În 1977, Reed s-a alăturat antreprenorului Larry Schmittou și altor muzicieni country, precum Conway Twitty, Cal Smith, Larry Gatlin și Richard Sterban, în calitate de investitori în Nashville Sounds, o echipă de baseball din liga minoră a Double-A Southern League care și-a început activitatea în 1978.
A fost invitat de două ori în sitcom-ul Alice, în 1978 și 1981. De asemenea, Reed a încercat să găzduiască un serial televizat filmând două episoade ale The Jerry Reed Show în 1976. Rockerii scoțieni The Sensational Alex Harvey Band au lansat în 1976 o versiiune a melodiei „Amos Moses”. În 1979, acesta a lansat un album care cuprindea atât selecții vocale, cât și instrumentale, sub denmirea potrivită de Half & Half. Un an mai târziu a lansat Jerry Reed Sings Jom Croce, un tribut adus cântărețului american. În același an a interpretat un personaj în serialul Concrete Cowboys alături de Tom Selleck.

### Anii '80 și '90
În ianuarie 1980, Reed a început să lucreze la reînregistrarea melodiei „Guitar Man” realizată de producătorul lui Elvis, Felton Jarvis. Cu o linie muzicală „entuziastă” și vocea lui Elvis, Reed și formația au dus melodia direct pe locul întâi în topurile de muzică country. În 1982, cariera lui Reed a fost revitalizată de hitul „She Got the Goldmine (I Got the Shaft)”, urmată de „The Bird” care a ocupat locul 2 în topuri. Ultimul său hit care a prins topurile a fost „I'm a Slave” a fost lansat în 1983. În același an, a jucat alături de Robin Williams și Walter Matthau în comedia lui Michael Ritchie, The Survivors. Acesta a apărut și în episodul „The Return of Lenard Oates” în serialul Mama"s Family pe 13 octombrie 1983, unde a interpretat rolul fostului soț al personajului Naomi Harper.
A acceptat invitația de a cânta în deschidere pentru formația britanică Dexys Midnight Runners în 1984 în Statele Unite, însă a părăsit devreme turnerul pentru a fi prezent în serialul de comedie Hee-Haw. După nereușitul LP Lookin' at You din 1986, Reed s-a concentrat pe concerte până în 1992 când s-a reunit cu Atkins pentru înregistrarea albumului Sneakin' Around înainte de a porni din nou în turneu. A apărut între timp în câteva interviuri și spoturi pentru Mid-South Wrestling.
Reed a interpretat rolul de comandant/pilot Huey pentru personajul jucat de Danny Glover în filmul Bat*21 din 1988 alături de Gene Hackman. În același timp a ocupat și funcția de producător executiv și scenarist al acestui film. Reed a jucat în filmul lui Adam Sandler din 1988, The Waterboy, în rolul lui Red Beaulieu, antagonistul principal al filmului și antrenorul echipei de fotbal al Universității Louisiana. A format împreună cu superstarurile Waylon Jennings, Mel Tillis și Bobby Bare formația Old Dogs. Aceștia au înregistrat un singur album în 1998 intitulat Old Dogs, toate melodiile de pe acest album fiind compuse de Shel Silverstein. Read a interpretat pe acesta melodiile „Young Man's Job” și „Elvis Has Left The Building”.
În 1988, formația americană de muzică rock Primus a realizat un cover după melodia „Amos Moses” pe extended play-ul Rhinoplasty.

### Anii '2000
În octombrie, 2004, „Amos Moses” a fost utilizat pe coloana sonoră a jocului Grand Theft Auto: San Andreas unde putea fi ascultat pe stația radio K-Rose. În 2007, formația britanică Alabama 3 - cunoscută drept A3 în Statele Unite - a realizat un cover după melodia „Amos Moses” pe albumul M.O.R.. În iunie 2005, chitaristul american Eric Johnson a lansat albumul Bloom care conțiunea o melodie intitulată „Tribute to Jerry Reed” în celebrarea discografiei sale.
Reed a fost invitat în cadrul serialului cu pescari Bill Dance Outdoors. Într-una dintre aparițiile sale memorabile, Reed a prins un exemplar uriaș de biban cu gură mare și a plănuit să-l conserve prin împăiere. Gazda Bill Dance nu a fost de acord și a eliberat peștele în timp ce Reed nu era atent. Acesta din urma a devenit extrem de furios când a descoperit ce s-a întâmplat și l-a fugărit pe Dance de pe barcă. Incidentul a fost menționat și într-unul din spetacolele lui Jeff Foxworthy de stand-up comedy.
„She Got the Goldmine (I Got the Shaft)” a fost utilizată în filmul The Bounty Hunter (2010) în scena în care Milo (Gerard Butler) percheziționa apartamentul lui Nicole (Jennifer Aniston). „You Took All the Ramblin' Out of Me” a fost utilizată în jocul video Grand Theft Auto V din 2013. Aceasta putea fi ascultată pe stația radio Rebel Station. Un cover după melodia „Amos Moses” a fost realizat și de către formația County Road 5.

## Viața personală și moartea
Reed s-a căsătorit cu cântăreața de muzică country Priscilla Mitchell pe 9 iulie 1959; aceștia au împreună două fiice care sunt la rândul lor interpreți de muzică country.
Reed a încetat din viață în Nashville, Tennessee, pe 1 spetembrie, 2008, ca urmare a complicațiilor survenite din cauza unui emfizem pulmonar la vârsta de 71 de ani. Totuși, The Associated Press și CNN, au transmis că acesta a decedat pe 31 august. O săptămână mai târziu, pe parcursul Grand Ple Opry, canadienii de la The Road Hammers au interpretat „East Bound and Down” în memoria cântărețului. Rich Kienzle a declarat în Revista Vintage Guitar în memoria sa că „standardul stabilit de Reed a inspirat cântăreții din stilul fingerstyle precum Merle și Chet l-au inspirat pe el”. Soția sa a încetat din viață pe 24 septembrie 2014, la vârsta de 73 de ani în urma unei boli de scurtă durată.

## Premii

### Country Music Association
- 1970 CMA Instrumentalist of the Year
- 1971 CMA Instrumentalist of the Year

### Premiile Grammy
- 1971 Best Country Instrumental Performance - alături de Chet Atkins pentru albumul Me & Jerry.
- 1972 Best Country Vocal Performance, Male - When You're Hot, You're Hot
- 1993 Best Country Instrumental Performance - alături de Chet Atkins pentru Sneakin' Around

## Filmografie
| An   | Titlu                         | Rol                             | Note                                                    |
| ---- | ----------------------------- | ------------------------------- | ------------------------------------------------------- |
| 1972 | Noile filme cu Scooby-Doo     | El însuși                       | Voce, Episodul: "The Phantom of the Country Music Hall" |
| 1975 | W.W. and the Dixie Dancekings | Wayne                           | Film                                                    |
| 1976 | Gator                         | Bama McCall                     | Film                                                    |
| 1977 | Nashville 99                  | Det. Trace Mayne                | Distribuție (4 episoade)                                |
| 1977 | Smokey and the Bandit         | Cledus Snow                     | Film                                                    |
| 1978 | High-Ballin'                  | Iron Duke Boykin                | Film                                                    |
| 1978 | Alice                         | El însuși (invitat)             | Episodul: "The Star in the Storeroom"                   |
| 1979 | Hot Stuff                     | Doug von Horne                  | Film                                                    |
| 1979 | Concrete Cowboys              | J.D. Reed                       | Serial                                                  |
| 1980 | Smokey and the Bandit II      | Cledus Snow                     | Film                                                    |
| 1981 | Alice                         | El însuși (invitat)             | Episodul: "The Jerry Reed Fish Story"                   |
| 1981 | Concrete Cowboys              | J.D. Reed                       | Distribuție (7 episoade)                                |
| 1983 | The Survivors                 | Jack Locke                      | FIlm                                                    |
| 1983 | Smokey and the Bandit Part 3  | Cledus Snow / "The Bandit"      | Film                                                    |
| 1983 | Mama's Family                 | Leonard Oates                   | Episodul: "The Return of Leonard Oates"                 |
| 1983 | Stroker Ace                   | El însuși - End Credit Outtakes | Neacreditat                                             |
| 1985 | What Comes Around             | Joe Hawkins                     | Film (și regizor)                                       |
| 1987 | Dolly                         | Willie Jeffcoat                 | Episodul #1.8                                           |
| 1988 | Bat*21                        | Col. George Walker              | Film (și producător executiv)                           |
| 1990 | B.L. Stryker                  | Bill                            | Episodul: "Plates"                                      |
| 1994 | Evening Shade                 | Calvin                          | Episodul: "Educating Calvin"                            |
| 1998 | The Waterboy                  | Coach Red Beaulieu              | Film (ultimul)                                          |